# Többfelhasználós rendszer
A többfelhasználós szoftver olyan szoftver, amely több felhasználónak ad hozzáférést egy számítógéphez. Az időosztás (time-sharing) rendszerek többfelhasználós rendszerek. A legtöbb  nagyszámítógépeken levő batch programozó rendszerek is tekinthetőek "többfelhasználósnak", ezzel elkerülve, hogy a CPU kihasználatlan legyen, míg arra vár, hogy az I/O műveletek befejeződjenek. Bár a "multitasking" elnevezés gyakoribb ebben a kontextusban.
Egy példa erre a Unix szerver, ahol egyszerre több távoli felhasználónak van hozzáférése (soros port (serial port) vagy Secure Shell által) a Unix shell súgóhoz. Egy másik példa több X Window session-t használva terjed több terminálon keresztül, miközben csak egyetlen eszköz szolgáltatja az energiát - ez egy példa a thin client (magyarul: vékony kliens) használatára. Hasonló funkciók voltak elérhetőek még ezekkel a programokkal: MP/M, Concurrent DOS, Multiuser DOS és FlexOS.
Néhány többfelhasználós operációs rendszer, mint a Windows verziói, a Windows NT család, mely támogatja több felhasználó egyidejű hozzáférését (például Remote Desktop Connection által), valamint lehetővé teszi a felhasználó számára, hogy lekapcsolódjon a helyi session-ről, de a hagyja futni a folyamatokat (processes), miközben egy másik felhasználó belép és használja a rendszert. Az operációs rendszer elkülöníti az egyes felhasználók által végzett folyamatokat, miközben lehetővé teszi, hogy egyidejűleg elvégezzék őket.
A management rendszerek értelemszerűen arra vannak tervezve, hogy több felhasználó használja, általában egy rendszergazda vagy több, és egy end-user (magyarul: végfelhasználó) közösség.
A több felhasználó kifejezés ellentéte az egyedüli felhasználó (single-user), amit legtöbbször akkor használunk, ha egy olyan operációs rendszerről beszélünk, amit egyszerre csak egy felhasználó tud használni, vagy ha egy single-user szoftver licenc megállapodásra (angolul: end-user license agreement, rövidítve: EULA) utalunk. A többfelhasználós operációs rendszerek, mint a Unix, néha biztosítanak single user módot vagy runlevel-t, amik vészhelyzeti ellátáskor elérhetőek.

## Fordítás
Ez a szócikk részben vagy egészben  a   Multi-user software című angol Wikipédia-szócikk ezen változatának fordításán alapul.  Az eredeti cikk szerkesztőit annak laptörténete sorolja fel. Ez a jelzés csupán a megfogalmazás eredetét és a szerzői jogokat jelzi, nem szolgál a cikkben szereplő információk forrásmegjelöléseként.